# Freies Radio Innsbruck
Das Freie Radio Innsbruck FREIRAD ist ein nichtkommerzieller freier Radiosender mit Sitz in Innsbruck. Seit dem 6. Juli 2002 sendet FREIRAD durchgehend auf den UKW Frequenzen. 105,9 MHz, 106,2 MHz und 89,6 MHz. Heute gestalten über 400 ehrenamtliche Radiomacher*innen über 100 Sendungen in mehr als 16 Sprachen.

## Geschichte
FREIRAD geht zurück auf die Piratinnenradioszene in den 1980ern in Österreich. 1991 in Österreich (im Gegensatz zu allen anderen europäischen Ländern) gab es keine gesetzlichen Möglichkeiten für nichtstaatliche Radios auf Sendung zu gehen, senden durfte zu diesem Zeitpunkt nur der ORF. Im gesamten Bundesgebiet und auch in Nachbarländern bildeten sich im Piratenradios. Zu diesem Zeitpunkt war in Innsbruck der Piratensender Radio Radiator, welche wöchentlich jeden Freitag auf der Frequenz 100,1 regionale Informationen und alternative Musik sendeten.
Bald schon begannen die Aktivisten mit dem Versuch, ihr Recht auf freie Meinungsäußerung im Äther auf eine sinnvolle gesetzliche Basis zu stellen. Gegen das Rundfunkmonopol und die Illegalisierung des privaten Rundfunkbeitriebs, schlossen sich Radioaktivistinnen und Radiopiratinnen zusammen. Mitglieder von Radio Radiator und Aktivist*innen von anderen Piratinnensendern in Österreich gründeten die Pressure-group Freies Radio mit dem Ziel sich für Gestaltung statt Konsum einzusetzen. Radiopirat*innen vernetzen sich über Grenzen hinaus als Föderation Europäischer Freier Radios. In ganz Österreich wuchs die Pirat*innenradio-Szene schnell, was mit Hubschraubereinsätzen, Hausdurchsuchungen, Beschlagnahmungen, hohen Geldstrafen und sogar Verhaftungen beantwortet wurde.
1993 suchten die Radiator-Aktivistinnen, organisiert als Verein Freirad, um eine Regionalradiolizenz an.  Als diese abgelehnt wurde, reichte Freirad 105.9 eine Beschwerde beim Verfassungsgerichtshof ein, der stattgegeben wurde. Im November 1993 wurde das staatliche Rundfunkmonopol durch ein Urteil des Europäischen Gerichtshofs für Menschenrechte zu Fall gebracht.
Anfang der 1990er wurde der Verein „Freies Radio Innsbruck FREIRAD - Verein zur Förderung der Medienvielfalt und der Freiheit der Meinungsäußerung“ gegründet.
1997 erfolgte eine Novellierung des Regionalradiogesetzes und Freirad 105.9 reichte ein weiteres Ansuchen um eine Radiolizenz (diesmal eine Lokalradiolizenz für den Großraum Innsbruck) ein. Als gößte Errungenschaft der IG Freie Radios galt die Aufnahme aller Frequenzen in den Nutzungsplan, um die Chancen der Freien Radios bei der Lizenzvergabe zu speichern. Anders als in allen anderen Bundesländern wurden in Tirol sämtliche Lizenzen an rein kommerzielle Radios vergeben.
Nach der Ablehnung des Lizenzantrages auf eine Lokalradiolizenz für den Raum Innsbruck meldete Freirad bei der Privatrundfunkbehörde dringenden Bedarf an einer zusätzlichen Lizenz in Innsbruck an.
In den folgenden Jahren widmeten sich die Mitglieder der Verwirklichung eines legalen Freien Radios für das Land Tirol und die Stadt Innsbruck. Diese politische Arbeit führte 1999 zu einer befristeten Ereignisradiolizenz für 14 „Radiotage“.  Das Interesse der Radiomacher*innen an diesem Radio war so groß, dass bereits nach wenigen Tagen fast rund um die Uhr mit Eigenproduktionen gesendet werden konnte. Etwa 150 Personen gestalteten ein vielfältiges Programm.

### FREIRAD geht on air
Am 6. Juli 2002 ging das Freie Radio Innsbruck FREIRAD auf Sendung und strahlt seitdem ein 24-stündiges nichtkommerzielles, werbefreies Programm aus, zu hören auf Freirad 105.9  auf der UKW-Frequenz 105,9 MHz von Zirl nach Schwaz nach Matrei. Seitdem ist es ein wichtiger Gegenpol und eine unentbehrliche Ergänzung zu öffentlich-rechtlichen und privat-kommerziellen Medien und bezeichnet sich als der Sender mit der größten Meinungsvielfalt in Tirol. Im Sommer 2013 gelang es FREIRAD die Verdoppelung seiner Sendeleistung für den Raum Innsbruck durchzusetzen, und schon im April 2014 gingen zwei neue Sendestandorte in Inzing Stieglreith 106,2 MHz und Wattens Volderberg 89,6 MHz in Betrieb.
Seit über 20 Jahren sendet FREIRAD terretrisch in Innsbruck und Umgebung und online im Live Stream. Das Programm wird von ehrenamtlichen Radiomachenden gestaltet, die bisher über 10.519.00 Sendeminuten gestaltet haben.
Das Leitbild von FREIRAD und die Charta der Freien Radios stehen für Offenen Zugang und antidiskriminatorische Haltung, Nichtkommerzialität, Unabhängigkeit und für Förderung von Teilhabe und Partizipation, gesellschaftlicher Auseinandersetzung, Meinungsvielfalt, Diversität und Medienbildung.

### Der Verein Freies Radio Innsbruck
Gegründet 1990 ist FREIRAD seit über 20 Jahren als Verein organisiert und ist unabhängig von staatlichen, wirtschaftlichen sowie religiösen Institutionen und politischen Parteien. Der Verein „Freies Radio Innsbruck FREIRAD Verein zur Förderung der Medienvielfalt und der Freiheit der Meinungsäußerung“ ist Medieneigentümer und Herausgeber von FREIRAD.
Um möglichst vielen Menschen die Teilhabe am Medium Radio zu ermöglichen, bietet FREIRAD verschiedene Ausbildungen und Workshops an, die von Medienkompetenz über Sendungsgestaltung, Audioschnitt zu Medienrecht reichen.
Seit 2024 ist FREIRAD WKO zertifizierter Lehrbetrieb und seitdem Ausbildungsstätte für zukünftige Medienfachpersonen.

## Auszeichnungen
- 2017 Preis der Vielfalt – Zusammenleben fördern der Stadt Innsbruck[6]

## Sonstiges
Freirad 105.9 gehört dem Verband Freier Rundfunk Österreich an.

## Frequenzen in der UKW
- 105,9 MHz Großraum Innsbruck: Zirl bis Hall in Tirol Innsbruck bis Matrei am Brenner Sender Schlotthof
- 106,2 MHz Völs bis Telfs Sender Stiglreith
- 89,6 MHz Hall in Tirol bis Schwaz Sender Volderberg